# Marta Hernández Romero
Marta Hernández Romero (Santiago de Cuba, 19 de marzo de 1958) es una docente y política cubana, que se desempeñó como alcaldesa de La Habana de 2011 a 2016 y como diputada a la Asamblea Nacional del Poder Popular entre 2003 y 2018.

## Biografía

### Carrera docente
Realizó una licenciatura en educación primaria y un doctorado en ciencias pedagógicas. Comenzó su carrera como maestra en una escuela primaria en 1976. A través de los años, dirigió una escuela primaria y un seminternado. En 1992 fue promovida a jefa de enseñanza primaria de la ciudad Santiago de Cuba y luego a directora municipal de Educación en 1999. Alcanzó el cargo de Directora de Educación de la provincia de Santiago de Cuba (2001-2003) y luego, desde 2003, en La Habana.

### Carrera política
Fue elegida delegada del VI Congreso del Partido Comunista de Cuba (PCC) y fue candidata a ser miembro del Comité Central del PCC. Desde 2003 es diputada a la Asamblea Nacional del Poder Popular de Cuba y en la VI Legislatura (2003-2008) fue miembro del Consejo de Estado.
También fue delegada a la Asamblea Municipal del Poder Popular de Santiago de Cuba y presidió la comisión de educación, cultura y deporte. Además integró comité municipal del PCC en Santiago.
El 5 de marzo de 2011 fue elegida presidenta de la Asamblea Provincial del Poder Popular de la Provincia de La Habana (alcaldesa de la ciudad), en reemplazo de Juan Contino Aslán, que dejó el cargo en febrero de 2011. Previamente había sido vicepresidenta del Consejo de la Administración Provincial.
En 2013 fue elegida a la VII Legislatura de la Asamblea Nacional por el municipio habanero de La Lisa.
Dejó su cargo como alcaldesa en La Habana en agosto de 2016 siendo reemplazada por Reinaldo García Zapata.
En 2017 recibió la distinción «23 de Agosto».